# Pristimantis diogenes
Pristimantis diogenes es una especie de anfibio anuro de la familia Craugastoridae.

## Distribución
Esta especie es endémica del departamento de Cauca en Colombia. Habita entre los 1470 y 1600 m de altitud en la vertiente occidental de la Cordillera Occidental.

## Publicación original
- Lynch & Ruíz-Carranza, 1996 : New sister-species of Eleutherodactylus from the Cordillera Occidental of southwestern Colombia (Amphibia: Salientia: Leptodactylidae). Revista de la Academia Colombiana de Ciencias Exactas Físicas y Naturales, vol. 20, n.º 77, p. 347-363.[5]